# Gil Parrondo
Gil Parrondo y Rico-Villademoros (Luarca, Astúries; 17 de juny de 1921-Madrid, 24 de desembre de 2016) va ser un director artístic espanyol.

## Trajectòria
Va estudiar pintura i arquitectura en la Reial Acadèmia de Belles Arts de Sant Ferran alhora que creixia la seva afició pel cinema i el seu interès pels decorats.
Va començar a treballar en 1939 com a ajudant de decoració en pel·lícules dirigides per Eduardo García Maroto i Florián Rey. Posteriorment es va unir a Sigfrido Burmann i va participar en diverses produccions històriques de Cifesa com Locura de amor o Alba de América, fins que en 1951 va assumir la direcció artística de la pel·lícula Día tras día, d'Antonio del Amo.
Va iniciar així una etapa prolífica en la qual el seu principal col·laborador és Luis Pérez Espinosa. Va aconseguir el seu primer premi, atorgat pel Cercle d'Escriptors Cinematogràfics en 1953, per la seva labor a Jeromín, de Luis Lucia. També va intervenir a Felices pascuas, de Juan Antonio Bardem; Fedra, de Manuel Mur Oti i Mr. Arkadin, d'Orson Welles.
Després va accedir a les coproduccions estatunidenques que es roden a Espanya: Alexander the Great, de Robert Rossen i Orgull i passió, de Stanley Kramer; i seguidament a les grans produccions de Samuel Bronston: 55 dies a Pequín i 'Rei de reis, de Nicholas Ray; El Cid i La caiguda de l'Imperi Romà, d'Anthony Mann i El fabulós món del circ, de Henry Hathaway, en les quals el departament d'art va adquirir una rellevància inusitada.
Va col·laborar Espàrtac, Lawrence d'Aràbia i Doctor Jivago i en 1970 i 1971 va obtenir sengles Oscar per la decoració de Patton i Nicolau i Alexandra, dirigides per Franklin Schaffner. En 1972 aconseguí una tercera nominació per Viatges amb la meva tia, de George Cukor.
El director José Luis Garci li va encargar la direcció artística de gairebé totes les seves pel·lícules des de Volver a empezar (1982), aconseguint quatre Premis Goya d'un total de vuit candidatures.
Altres treballs destacats van ser: El vent i el lleó, de John Milius; Robin i Marian, de Richard Lester; Els nens del Brasil, de Schaffner; Bearn o La sala de les nines i Las bicicletas son para el verano, de Jaime Chávarri; Werther i Tu nombre envenena mis sueños, de Pilar Miró.
La seva àmplia trajectòria va incloure sèries de televisió com Los desastres de la guerra, de Mario Camus; Anillos de oro, de Pedro Masó i La Regenta, de Fernando Méndez-Leite.
En teatre va ser responsable de l'escenografia, entre altres obres, d' Arsénico y encaje antiguo (1987), Tres sombreros de copa (1992) i Traidor, inconfeso y mártir (1993), ambdues al Teatro Español de Madrid.
Va morir el 24 de desembre de 2016 i les seves cendres reposen en Luarca.].

## Premis i candidatures
Oscar
| Categoria                 | Any  | Pel·lícula              | Resultat  |
| ------------------------- | ---- | ----------------------- | --------- |
| Millor direcció artística | 1970 | Patton                  | Guanyador |
| Millor direcció artística | 1971 | Nicolau i Alexandra     | Guanyador |
| Millor direcció artística | 1972 | Viatges amb la meva tia | Nominat   |

Premis Goya
| Categoria                 | Any  | Pel·lícula                                | Resultat  |
| ------------------------- | ---- | ----------------------------------------- | --------- |
| Millor direcció artística | 1994 | Canción de cuna                           | Guanyador |
| Millor direcció artística | 1998 | El abuelo                                 | Nominat   |
| Millor direcció artística | 2000 | You're the One (una historia de entonces) | Guanyador |
| Millor direcció artística | 2002 | Historia de un beso                       | Nominat   |
| Millor direcció artística | 2004 | Tiovivo c. 1950                           | Guanyador |
| Millor direcció artística | 2005 | Ninette                                   | Guanyador |
| Millor direcció artística | 2007 | Luz de domingo                            | Nominat   |
| Millor direcció artística | 2008 | Sangre de mayo                            | Nominat   |

Medalles del Cercle d'Escriptors Cinematogràfics
| Categoria        | Any  | Pel·lícula                               | Resultat  |
| ---------------- | ---- | ---------------------------------------- | --------- |
| Millors decorats | 1966 | El fantástico mundo del doctor Coppelius | Guanyador |
| Millor decoració | 1983 | Bearn o La sala de las muñecas           | Ganador   |

Altres premis
- Premi del Sindicat Nacional de l'Espectacle per El fantástico mundo del Doctor Coppelius i Pampa salvaje (1967).
- Medalla d'Or al Mèrit en les Belles Arts (1983).
- Medalla d'Or de l'Acadèmia de les Arts i les Ciències Cinematogràfiques d'Espanya (1999).
- Premi Almería, terra de cinema (1997) i Medalla d'Or de la província d'Almeria (2009).
- Cavaller Gran Creu de l'Orde d'Alfons X el Savi [a títol pòstum] (27/01/2017).[9][10]